# فلافيو بيانكي
فلافيو بيانكي (بالإيطالية: Flavio Bianchi)‏ هو لاعب كرة قدم إيطالي في مركز الهجوم، ولد في 24 يناير 2000 في أستي في إيطاليا.

## وصلات خارجية
- فلافيو بيانكي على موقع قاعدة بيانات كرة القدم.إي يو (الإنجليزية)
- فلافيو بيانكي على موقع Soccerway.com (الإنجليزية)
- فلافيو بيانكي على موقع عالم كرة القدم.نت (الإنجليزية)